# Karolines Køkken
Karolines Køkken er et udviklings- og inspirationskøkken ejet af Arla Foods. 
Det blev oprettet i 1962 af De danske Mejeriforeningers Fællesorganisation (der i dag hedder Mejeriforeningen) som et kompetencecenter for udvikling af madopskrifter. Opskrifterne var tænkt som pædagogiske værktøjer, der skulle lære danske husmødre m/k at lave mad med mejeriprodukter.
I 2003 blev varemærket Karolines Køkken med aktiviteter og personale overtaget af Arla Foods. Arla Foods driver køkkenet videre som et folkeligt opskriftslaboratorium og anvender også varemærket på en serie mejeriprodukter til madlavning.
Karolines Køkken er især kendt for de mange folkelige kogebøger, som Mejeriforeningen udgav. Første udgivelse fra 1972 fulgtes i perioden 1980-2001 op af 8 husstandsomdelte kogebøger, Karolines Køkken 1-8, der blev udgivet med 3 års mellemrum. Siden er der udkommet en række kogebøger, der sælges i boghandlen.
Karolines Køkken udgiver altså stadig kogebøger, men i dag uddeles bøgerne ikke længere gratis.
Seneste udgivelse er Karolines Nye Køkken fra maj 2008. Titlens 'nye' refererer bl.a. til at Køkkenet nu mere grundlæggende end tidligere har taget på sig at formidle sunde hverdagsopskrifter til befolkningen. Bogen røg hurtig op som nr. 1 på boghandlernes hitliste.
De fleste opskrifter fra Karolines Køkken er i dag digitaliseret og til rådighed på Arlas hjemmeside . Her stiller Karolines Køkken også en række andre ydelser til rådighed.

## Karolines Køkkens historie
I 1957 faldt den engelske import af dansk smør kraftigt, og der opstod et stort overskud af smør i Danmark. Et af den danske mejeribranches fælles initiativer til at løse problemet med smørbjerget, var at udvikle og realisere en stor national mejerikampagne. Kampagnen blev lanceret i 1958 under konceptet ”Mejerigtig” og havde koen Karoline som ikon og frontfigur. 
Den rød- og hvidternede Karolineko blev  tegnet af Århus-grafikeren Grete Rich i 1958 specielt til dette fælles fremstød.
Et andet initiativ var at uddanne et korps af mejeriambassadører til eksportmarkederne. Det blev til Karolinepigerne. Det første hold Karolinepiger blev sendt til Tyskland i 1961 for at demonstrere og sælge danske mejeriprodukter. I 1989 blev korpset nedlagt igen.
Det første Karolines Køkken blev indrettet i et kælderlokale i Sonnesgade i Århus i 1962. Her udviklede to husholdningslærerinder i 1962 de første Karoline-opskrifter og siden udkom en lind strøm af opskrifter, først i form af løsblade der kunne samles i en lille mappe og siden samlet i små kogebøger.  
Den første egentlige kogebog udkom i 1972 og havde titlen ”Det bedste fra Karolines Køkken”.
Det var en samlet udgivelse af de mest populære løsblade. I 1980 indledte Mejerierne så en tradition med at husstandsomdele kogebøger til alle danskere. Hvert tredje år udkom en ny kogebog indtil 2001. Fra Arlas overtagelse af Karolines Køkken husstandomdeltes der ikke længere.
Karolines Køkken og Karolines' var samtidig varemærker, der under visse betingelser kunne benyttes af Mejeriforeningens medlemmer i forbindelse med mejeriprodukter.
Karolines Køkken stoppede i 1990'erne med at anvende Karolinekoen som logo. Køkkenets første opskrifter indeholdt rigelige mængder af smør og piskefløde, men fra omkring 1990 indførte Mejeriforeningen en ernæringspolitik, og opskrifterne blev langsomt magrere. Fordi koen stod som symbol på det smørrige og lidt gammeldags køkken, valgte Mejerierne at give Karolines Køkken nyt logo. I dag foregår opskriftsudviklingen i Karolines Køkken ud fra Fødevarestyrelsens anbefalinger om energifordeling.
Koen Karoline ejes i dag stadigvæk af Mejeriforeningen og bruges som varemærke på mange eksportmarkeder.
I 2003 solgte Mejeriforeningen Karolines Køkken til Arla Foods, og i dag er Køkkenet fysisk placeret i Viby, Århus som en del af Arla Foods. Køkkenet bliver ledet af Tove Færch og er fortsat et udviklingskøkken med kokke og andre madkyndige ansat til at udvikle opskrifter og yde forbrugerservice.

## Karolines Køkken i kulturen
Karolinekoen er formodentlig et at de stærkeste visuelle ikoner i  dansk erhvervshistorie. En omfattende og i dansk sammenhæng tidlig merchandise-strategi bredte den rødhvide ko ud i det offentlige rum. Rundt omkring i danske hjem dukkede den lille ko op i form af klippeark, plakater, malebøger og puslespil til børnene.
I mange år var kogebøgerne fra Karolines Køkken også fælles kulturgods. Når en ny bog udkom modtog dronning Magrethe højtideligt det første håndnummerede eksemplar af bogen. Og retterne fra en ny bog bredte sig som en steppebrand rundt i landet og blev fælles reference ved middagsbordene. Det var før kogebogsmarkedet eksploderede, og kokkefaget blev trendy. Mange engang ukendte retter og nye tilberedningsmåder er sevet ind i den danske madkultur med Karolines Køkken som kulturformidler: Hasselbach-kartoflen og rejecocktailen (1972), tunmoussen og enebærgryden, den farserede mørbrad og cheesecaken. Journalist Stig Olesen skrev i Jyllands-Posten 17. september 1995: "Karolines Køkken er trendsættende og måske har de tynde hæfter mere effekt på vores hverdag end finanslovsforslag og Bo Bedre tilsammen." Han fortsatte: "Var det måske en tilfældighed at Karoline publicerede den populære opskrift på Gordon Bleu i 1972 kort tid før, at danskerne stemte sig ind i EF? Og var det i virkeligheden opskriften på linsesuppe med grovboller i Karolines Køkken 4 fra 1989, der mere end Berlinmurens fald fik danskerne til at vende den puritanske venstrefløj ryggen og bekende sig til den nyliberalistiske vellevned, der i 1992 kom til udtryk i Karoline 5 med undertitlen Åh, Frihed?"
To andre citater, der vidner om at Karolines Køkkens har sat sig spor i den folkelige kultur, er følgende:
| „ | Man kan på en måde sige, at Karolines kogebøger er madlavningens svar på højskolesangbogen | “ |
|   | — Jørgen Carlsen, forstander på Testrup Højskole, 1999, ved et arrangement på højskolen    |   |

| „ | Jeg kan under alle omstændigheder anbefale enhver at sætte sig ned og gennembladre de i alt ni Karolinebøger, der gennem tre årtier både definerede og afspejlede flertallets madkultur. Er man som jeg omkring halvtreds år gammel, er det ikke bare den danske madkultur, der passerer revy. Det er også ens egen livshistorie | “ |
|   | — Sociolog Henrik Dahl, 2008, i festskriftet Det gode madliv fra Karolines Køkken |   |